# 人心
| ウィキペディアには「人心」という見出しの百科事典記事はありません（タイトルに「人心」を含むページの一覧/「人心」で始まるページの一覧）。 代わりにウィクショナリーのページ「人心」が役に立つかもしれません。 |